# Taumatin
Taumatin je mešanica intenzivno sladkih beljakovin (taumatinov), med katerimi prevladujeta taumatin I in II, in se nahajajo v sadežih  zahodnoafriške rastline  Thaumatococcus daniellli. Uporablja se kot sladilo in ojačevalec okusa. Po sistemu označevanja s števili E ima številko E957.

## Kemijska zgradba
Sestavlja ga 207 aminokislinskih ostankov in ima 8 intramolekularnih disulfidnih vezi,ki pomembno prispevajo k njegovi terciarni strukturi in zaradi katerih je termostabilen ter odporen na denaturacijo. Že cepitev ene same S-S vezi pomeni izgubo sladkega okusa. 

## Lastnosti in uporaba
Ne povzroča zobne gnilobe, po zaužitju pa se v človeškem organizmu presnavlja enako kot običajne beljakovine. Spada med nizkokalorična naravna sladila in je 2000 do 3000-krat slajši od saharoze (na masni ravni) in velja za eno najbolj sladkih naravnih substanc, odkritih do sedaj. Posebnost taumatina je v tem, da njegov intenzivno sladek okus zaznajo le višji primati, med njimi tudi človek. Zanimivo  pa je tudi to, da njegove končne sladkosti ne zaznamo takoj po zaužitju, ampak se le-ta pojavi šele nekaj trenutkov kasneje in pušča rahel likorizen pookus. Taumatin se marsikje uporablja zlasti kot ojačevalec okusa, saj je znano, da povečuje aromo. FDA tega sladila še ni odobrila za široko uporabo, zato se taumatin v Ameriki lahko uradno uporablja le v žvečilnih gumijih, medtem ko je v Evropi in mnogih drugih državah uradno dovoljen tudi kot sladilo. V evropskem sistemu označevanja aditivov ga najdemo pod oznako E957.